# هنري أوبري
هنري أوبري (بالفرنسية: Henri Aubry)‏ هو عضو في المقاومة الفرنسية ‏ فرنسي، ولد في 3 مارس 1914 في Longwy ‏ في فرنسا، وتوفي في 10 نوفمبر 1970 في أنيار سور سين في فرنسا.